# Bistum Phú Cường
Das Bistum Phú Cường (lateinisch Dioecesis Phucuongensis, vietnamesisch Giáo phận Phú Cường) ist eine in Vietnam gelegene römisch-katholische Diözese mit Sitz in Phú Cường.

## Geschichte
Das Bistum Phú Cường wurde am 14. Oktober 1965 durch Papst Paul VI. mit der Apostolischen Konstitution In animo Nostro aus Gebietsabtretungen des Erzbistums Saigon errichtet und diesem als Suffraganbistum unterstellt.

## Bischöfe von Phú Cường
- Joseph Pham Van Thiên, 1965–1993
- Louis Hà Kim Danh, 1993–1995
- Pierre Trân Ðinh Tu, 1998–2012
- Joseph Nguyễn Tấn Tước, seit 2012